# Dolopichthys longicornis
Dolopichthys longicornis is een straalvinnige vissensoort uit de familie van armvinnigen (Oneirodidae). De wetenschappelijke naam van de soort is voor het eerst geldig gepubliceerd in 1927 door Parr.